# ハーフムーン・セレナーデ
「ハーフムーン・セレナーデ」は、河合奈保子の26枚目のシングルである。1986年11月26日に日本コロムビアからリリースされた。EPの規格品番はAH-785。
河合が全曲を作曲したアルバム『スカーレット』からのシングルカットであった。

## 概要
河合奈保子本人の作曲による初のシングル。表題曲はスケールの大きなバラードであり、楽曲披露はピアノの弾き語りで行われた。そのイメージもあり、河合が清純アイドルからアーティストに転身するターニングポイントとなった。
この曲で1986年末の『第37回NHK紅白歌合戦』に6年連続6回目の出場を果たしたが、これが河合にとって最後の『紅白歌合戦』出場となっている。またTBSテレビ『ザ・ベストテン』でも、1980年の「ヤング・ボーイ」以来通算23曲目のランクインとなったが、河合のシングル曲が同番組で10位以内に入るのは当曲が最後となった。また、河合はテレビ朝日の『ミュージックステーション』の第1回（1986年10月24日）の放送で、同曲を歌っている。
翌1987年3月には、アルバム『スカーレット』から「想い出のコニーズ・アイランド」もカセットのみでリリースされている。
1987年に香港の男性歌手ハッケン・リー（李克勤）が『月半小夜曲』のタイトルで広東語でカバーして大ヒットした。以来、香港ではスタンダード・ナンバーとして歌い継がれている。
日本国外から日本音楽著作権協会 (JASRAC) に払われる国内作品の著作権使用料分配額では2021年度に年間8位に入った。
アルバムプロデュース担当の売野雅勇の推薦で、河合とはコンサート用の洋楽訳詞で接点があった新人作詞家の吉元由美が新アルバムの全ての作詞に採用された。曲の制作は売野が全体のイメージや曲のテーマを決め、河合が作曲、吉元が詞をつけるという順序で行われた。その際に山梨県の山中湖で作曲合宿、神奈川県の観音崎京急ホテル内の観音崎マリンスタジオで録音合宿も行われた。リリースされる前からコンサートや音楽番組で歌われたが、歌詞やアレンジが若干異なっている。

## 収録曲
- 両楽曲共に、作詞：吉元由美／作曲：河合奈保子／編曲：瀬尾一三

1. ハーフムーン・セレナーデ
2. SENTIMENTAL SUGAR RAIN

## カバー
- ハッケン・リー（中国語版） 1987年12月。ファーストアルバム『命運符號（中国語版）』収録[5]。
- プリシラ・チャン 2008年。ライブアルバム『Priscilla Chan Live 2008』収録。
- ロッキー・チェン（中国語版） ロックバンドKillerSoap（中国語版）のボーカルのチェンが2014年に単独で出演したオーディション番組中国好声音シーズン3で、原曲よりもダイナミックなアレンジで披露して以降、持ち歌のようになりライブでも披露するようになった[6]。
- ジョイ・ヨン（容祖儿）2016年2月26日。我是歌手第4季第7期にてハッケン・リー（中国語版）の『月半小夜曲』をカバーし、出演者投票で第2位、観客者投票で第3位を獲得した。[7]
- ジュリア・ゲン（Julia Nguyễn） 2022年8月5日。ベトナム語で、デジタルシングル『Trăng Khuyết Dạ Khúc』収録。2021年12月17日、YouTubeにプレリリースした。[8]